# セフォテタン
セフォテタン（英：Cefotetan ）は細菌感染症の予防と治療のためのの注射可能なセファマイシン系抗生物質である。第二世代セファロスポリン系抗生物質に分類されることが多く、抗菌スペクトルは類似しているが、嫌気性菌にも有効である。
セフォテタンは山之内製薬が開発した。日本以外ではアストラゼネカがApatef、Cefotanの商品名で販売している。

## 副作用
セフォテタンの化学構造は、他のいくつかのセファロスポリンと同様、N-メチルチオテトラゾール（NMTTまたは1-MTT）側鎖を含んでいる。抗生物質が体内で分解されると、遊離NMTTが放出され、低プロトロンビン血症（ビタミンKエポキシドレダクターゼの阻害によるものと考えられる）や、アルデヒドデヒドロゲナーゼの阻害により、ジスルフィラム（Antabuse）とと同様のエタノールとの反応を引き起こす可能性がある.。

## 抗菌スペクトル
セフォテタンに広域スペクトルを持ち、骨、皮、尿路および下気道の細菌感染の治療に使用される。注目すべきものとしてバクテロイデス属、レンサ球菌、Escherichiaを含む。以下は、いくつかの医学的に重要な細菌のMIC感受性データである。
- 大腸菌 0.06 μg/mL
- Bacteroides fragilis: ≤0.06 μg/mL - 512 μg/mL
- ウェルシュ菌: 1 μg/mL - 4 μg/mL